# آرمان کوهلی
آرمان کوهلی (به انگلیسی: Armaan Kohli) (زاده ۲۳ مارس ۱۹۷۲) بازیگر هندی است.
از فیلم‌هایی که وی در آن نقش داشته است می‌توان به دشمن بزرگ، قهر، ضد اشاره کرد.